# Валула (језеро)
Валула (енгл. Lake Wallula) је вештачко језеро у Сједињеним Америчким Државама. Налази се на територији америчких савезних држава Орегон и Вашингтон. Површина језера износи 158 km².